# Nylars (plaats)
Nylars is een plaats in de Deense regio Hovedstaden, gemeente Bornholm. De plaats telt 232 inwoners (2008).
Steden: Aakirkeby · Allinge-Sandvig · Hasle · Nexø · Rønne

Dorpen: Aarsdale · Balka · Gudhjem · Klemensker · Listed · Lobbæk · Nyker · Nylars · Østerlars · Østemarie · Pedersker · Snogebæk · Sorthat-Muleby · Svaneke · Tejn · Vestermarie

Buurtschappen: Arnager · Årsballe · Boderne · Bodilsker · Bølshavn · Dueodde · Helligpeder · Ibsker · Knudsker · Melsted · Olsker · Poulsker · Rø · Rutsker · Sandkås · Smørenge · Stenseby · Teglkås · Vang

Omgeving op en nabij Bornholm: Almindingen · Christiansø · Døndalen · Ekkodalen · Ertholmene · Frederiksø · Gryet · Hammeren · Paradisbakkerne · Rytterknægten · Stammershalle · Troldeskoven